# 1742

## Родени
- Емелян Пугачов, предводител на Селската война в Русия 1773 – 1775 г.
- Якоб Фридрих Ерхарт, германски ботаник
- 1 юли – Георг Кристоф Лихтенберг, германски математик и физик († 1799 г.)
- 8 декември – Жан Серюрие, френски маршал
- 9 декември – Карл Вилхелм Шееле, шведски химик
- Уилям Линч, „Закон на Линч“

## Починали
- 14 януари – Едмънд Халей, английски учен
- 17 април – Арвид Хорн, шведски държавник
- 16 юни – Луиза-Елизабет Орлеанска, испанска кралица
- 25 август – Карлуш Сейшаш, португалски композитор